# 少年の果て
「少年の果て」（しょうねんのはて）は、日本の音楽ユニットであるGRANRODEOの楽曲。ボーカルのKISHOWこと谷山紀章が作詞、ギターのe-ZUKAこと飯塚昌明が作曲しており、25枚目のシングルの表題曲として、2016年11月23日にLantisから発売された。

## 概要
「少年の果て」は、MBS・TBS系アニメ『機動戦士ガンダム 鉄血のオルフェンズ』（以下『鉄血のオルフェンズ』）第2期のエンディングテーマに起用されており、少年や少年期をテーマにしたミドルテンポのロックバラードとして制作されている。
今作は初回限定盤と通常盤の2種形態でのリリースとなり、前作までとは違いアニメ盤のリリースはない。GRANRODEO自身が夕方アニメのタイアップを担当するのは今作が初である。また、アニメのED主題歌を担当するのは5thシングル「HEAVEN」以来9年半ぶりである。

## シングル収録内容
| 全作詞: 谷山紀章、全作曲・編曲: 飯塚昌明。 |                                      |          |            |      |
| #                                          | タイトル                             | 作詞     | 作曲・編曲 | 時間 |
| 1.                                         | 「少年の果て」                       | 谷山紀章 | 飯塚昌明   | 5:03 |
| 2.                                         | 「名も無き日々」                     | 谷山紀章 | 飯塚昌明   | 5:43 |
| 3.                                         | 「HARD DRIVING MIDNIGHT」            | 谷山紀章 | 飯塚昌明   | 4:48 |
| 4.                                         | 「少年の果て」(OFF VOCAL)            | 谷山紀章 | 飯塚昌明   | 5:03 |
| 5.                                         | 「名も無き日々」(OFF VOCAL)          | 谷山紀章 | 飯塚昌明   | 4:48 |
| 6.                                         | 「HARD DRIVING MIDNIGHT」(OFF VOCAL) | 谷山紀章 | 飯塚昌明   | 5:43 |
| 合計時間:                                  | 合計時間:                            | 31:08    |            |      |

| #  | タイトル                   | 作詞 | 作曲・編曲 |
| -- | -------------------------- | ---- | ---------- |
| 1. | 「少年の果て」(Music Clip) |      |            |

## チャート
| チャート                             | 最高 順位 | 出典  |
| ------------------------------------ | --------- | ----- |
| 日本・オリコン週間CDシングルチャート | 16        | [ 2 ] |
| Billboard Japan Hot 100              | 25        | [ 5 ] |
| Billboard Japan Hot Animation        | 7         | [ 6 ] |
| Billboard Japan Hot Singles Sales    | 19        | [ 7 ] |
| CDTV                                 | 19        |       |

オリコン週間ランキングで16位を獲得。デイリーランキングでは、11月26日付けのチャートで6位を記録した。オリコン週間ランキングでは2012年11月7日発売の「DARK SHAME」以来約4年ぶりにTOP10入りから外れ、初動売上枚数も1万枚を割った。なお、TOP15入りからも2011年11月23日発売の「愛のWarrior」以来5年ぶりに外れた。